# ملكة جمال كردستان
مسابقة ملكة جمال كردستان (بالكردية: شاجوانی کوردستان‏) هي مسابقة سنوية لجمال الفتيات غير المتزوجات. تجري سنوياً بدءا منذ عام 2012 في اقليم كردستان العراق.

## الفائزات
| السنة | ملكة جمال كردستان    | المحافظة   | المواليد |
| ----- | -------------------- | ---------- | -------- |
| 2012  | شيني عزيز آكو        | السليمانية | 1996     |
| 2013  | فينك محمد عبد الكريم | السليمانية | 1988     |
| 2016  | زالیا سیروان         | اربيل      | 1996     |
| 2018  | سانا محمود           | حلبجة      |          |